# Saison 1 de That '70s Show
Chronologie
Saison 2 de That '70s Show
Cet article présente le guide des épisodes de la première saison de la série télévisée That '70s Show.

## Distribution
- Sont crédités du statut d'acteurs principaux[1] pour cette saison :
- Topher Grace (VF : Maël Davan-Soulas) (Eric Forman)
- Mila Kunis (VF : Sarah Marot) (Jackie Burkhart)
- Ashton Kutcher (VF : Tony Marot) (Michael Kelso)
- Danny Masterson (VF : Pascal Grull) (Steven Hyde)
- Laura Prepon (VF : Vanina Pradier) (Donna Pinciotti)
- Wilmer Valderrama (VF : Paolo Domingo) (Fez)
- Debra Jo Rupp (VF : Dany Laurent) (Kitty Forman)
- Kurtwood Smith (VF : Serge Blumenthal) (Red Forman)
- Tanya Roberts (VF : Annie Le Youdec) (Midge Pinciotti)
- Don Stark (VF : Paul Borne) (Bob Pinciotti)

- Des acteurs invités se joignent à la distribution de chaque épisode, de manière plus ou moins récurrente.

## Épisodes
| Numéros | Titres                                      | Scénariste(s) | Réalisateur(s) | Diffusion américaine | Diffusion française | Production |
| --- | ------------------------------------------- | ------------- | -------------- | -------------------- | ------------------- | ---------- |
| 1 (1-01) | Éric, Donna, Fez et les autres Pilot        |               | Terry Hughes   | 23 août 1998         | sur Jimmy           | 101        |
| Pour ce tout premier épisode, Eric Forman est chargé par ses amis Donna Pinciotti, Steven Hyde et Michael Kelso de rapporter de la bière dans son sous-sol alors que ses parents Kitty et Red organisent une fête. Plus tard, Eric reçoit d'eux les clés de sa première voiture, une vieille Vista Cruiser ainsi que le véhicule en question. Bien que Red lui interdise de conduire en dehors de la ville, Eric (sous l'influence de Donna) désobéit et emmène ses amis à un concert. Il décide aussi d'inviter Fez, (un étudiant étranger participant à un échange) à se joindre à eux. Jackie, la petite amie de Kelso, que personne ne peut supporter dans le groupe, s'invite au grand dam d'Eric. Mais la voiture tombe en panne et le groupe passe un marché avec le garagiste : ils échangent une batterie neuve contre les tickets de concert de Jackie et de Kelso.                |                                             |               |                |                      |                     |            |
| 2 (1-02) | L'Anniversaire d'Éric Eric's Birthday       |               | David Trainer  | 30 août 1998         | sur Jimmy           | 102        |
| Le 17e anniversaire d'Eric approche. Sa sœur aînée Laurie rentre temporairement de l'université et ne laisse pas Kelso indifférent à son charme, tandis que Donna essaie de trouver le cadeau idéal pour Eric qui essaie comme il peut de raisonner sa mère en lui déclarant qu'il est trop vieux pour les fêtes surprises. |                                             |               |                |                      |                     |            |
| 3 (1-03) | À poil ! Streaking                          |               | David Trainer  | 6 septembre 1998     | sur Jimmy           | 103        |
| À l'occasion de la visite du président Gerald Ford à Point Place, le parti républicain de la ville désigne Red comme l'heureux élu. Il devra poser une question de son choix au président, mais il ignore encore ce qu'il lui demandera. Par ailleurs, Bob souhaite que sa famille porte des vêtements aux couleurs du drapeau américain, mais Donna s'y oppose. Les garçons ont prévu de s'exhiber durant le meeting mais le courage vient à manquer. |                                             |               |                |                      |                     |            |
| 4 (1-04) | La Guerre des sexes Battle of the Sexists   |               | David Trainer  | 20 septembre 1998    | sur Jimmy           | 104        |
| Donna bat Eric à presque tous les jeux sportifs auxquels ils jouent ensemble. Jackie et Midge lui conseillent de laisser Eric gagner afin de flatter son égo de mâle. Red bricole tous les appareils qui lui tombent sous la main depuis que ses horaires de travail ont été diminués, au grand désespoir de Kitty. Hyde et Fez font pression sur Kelso afin qu'il arrête de se faire écraser par Jackie. Note : Cet épisode ne comporte aucun personnage récurrent ou secondaire. |                                             |               |                |                      |                     |            |
| 5 (1-05) | Éric, le roi du hamburger Eric's Burger Job |               | David Trainer  | 27 septembre 1998    | sur Jimmy           | 106        |
| Eric décide de trouver un travail à mi-temps dans un restaurant. Grâce aux encouragements de Red, il se retrouve le seul membre de la bande à être embauché. Mais ce travail ne lui convient guère. Il n'ose toutefois pas l'annoncer à son père car il refuse d'être pris pour un perdant. Donna clame sur tous les toits qu'elle restera seule ce week-end, mais Eric ne l'entend pas. Jackie souhaiterait découvrir pourquoi Kelso n'a pas eu le poste. |                                             |               |                |                      |                     |            |
| 6 (1-06) | La Fête The Keg                             |               | David Trainer  | 25 octobre 1998      | sur Jimmy           | 107        |
| Sous la pression de Donna, Eric sèche les cours. Accompagnés de Kelso et de Hyde, la bande trouve un fut de bière et organise une fête dans une maison abandonnée. Les choses dérapent lorsque la mère de Jackie fait visiter le domicile à des acheteurs potentiels, que Kelso casse le plongeur acheté à l'occasion et que Red et Bob appellent la police... |                                             |               |                |                      |                     |            |
| 7 (1-07) | La Fièvre disco That Disco Episode          |               | David Trainer  | 8 novembre 1998      | sur Jimmy           | 109        |
| La bande se rend en discothèque. Hyde confesse qu'il ne sait pas danser et prend des cours auprès de Kitty. Mais lorsque Bob les voit, il prend peur et court tout annoncer à Red. Le jour venu, Kelso danse n'importe comment et les filles choisissent de danser avec Fez et Hyde, ce qui rendent Kelso et Eric jaloux. Note : Aucun personnage secondaire ou récurrent ne figure dans cet épisode. |                                             |               |                |                      |                     |            |
| 8 (1-08) | Soirée au drive-in Drive-In                 |               | David Trainer  | 15 novembre 1998     | sur Jimmy           | 108        |
| Eric prévoit d'aller au drive-in en tête à tête avec Donna, mais Jackie et Kelso les accompagnent. Kitty lit dans un magazine que son couple manque de spontanéité et Red décide de régler le problème. Hyde vient en aide à Fez dont les parents d'accueil le privent de rock and roll, musique qu'ils jugent satanique. |                                             |               |                |                      |                     |            |
| 9 (1-09) | Thanksgiving                                |               | David Trainer  | 22 novembre 1998     | sur Jimmy           | 110        |
| Laurie revient à la maison lors de la fête de Thanksgiving. Elle est accompagnée d'une amie, Kate qui envoute Eric au premier regard. Après avoir embrassé Kate, Eric avoue son geste à Donna qui le prend très mal. Kitty se fait harceler téléphoniquement par sa belle-mère tandis que Red à la surprise générale accepte de travailler pour Bob. |                                             |               |                |                      |                     |            |
| 10 (1-10) | Un dimanche idyllique Sunday, Bloody Sunday |               | David Trainer  | 29 novembre 1998     | sur Jimmy           | 105        |
| Alors que Kelso ne sait pas comment annoncer à Jackie qu'il souhaite rompre avec elle, Eric reçoit la visite inopinée de sa grand-mère pour le week-end. Mais il doit également rédiger une dissertation de mille mots sur sujet libre à rendre pour le lundi suivant. |                                             |               |                |                      |                     |            |
| 11 (1-11) | Le Petit Copain d'Éric Eric's Buddy         |               | David Trainer  | 6 décembre 1998      | sur Jimmy           | 114        |
| Eric se lie d'amitié avec son voisin Buddy qui fait équipe avec lui lors des travaux pratiques de chimie. Ses amis se sentent délaissés. Plus tard, Eric découvre que Buddy est homosexuel et refuse de le revoir. Au magasin de Bob, Red effectue sa première vente mais les résultats ne sont guère brillants. |                                             |               |                |                      |                     |            |
| 12 (1-12) | Joyeux Noël The Best Christmas Ever         |               | David Trainer  | 13 décembre 1998     | sur Jimmy           | 113        |
| À l'occasion des fêtes de Noël, Eric demande à Red s'il peut organiser une fête dans son sous-sol, ce que son père accepte. Red lui donne 40 dollars et lui demande d'acheter un sapin et ce qu'il voudra avec le reste de l'argent. Préférant tout dépenser en bière, Eric, aidé de Kelso et de Hyde, abat un arbre sur la route. Kitty doit supporter les incessantes remarques de sa belle-mère tandis que Hyde cherche en vain à offrir un cadeau à Donna. Lui et Eric donnent leurs présents à la jeune femme et reçoivent les leurs. Alors que Bob oblige Red à rester au magasin toute la nuit, Kelso lui rend visite et entreprend au début d'acheter un cadeau pour Jackie. Mais voyant à quel point Red est malheureux, ils finissent la soirée en jouant aux jeux vidéo. Laurie alcoolise le punch prévu pour la fête d'Eric mais Jackie et ses amies sont les seules à en boire. |                                             |               |                |                      |                     |            |
| 13 (1-13) | Un week-end mouvementé Ski Trip             |               | David Trainer  | 17 janvier 1999      | sur Jimmy           | 115        |
| Lorsqu'elle apprend que Kelso a couché avec une autre fille, Jackie refuse de l'emmener en compagnie du reste de la bande dans son chalet pour le week-end. Red offre à Eric un guide de survie et ce dernier juge dans un premier temps le cadeau inutile mais se rend compte de son importance lorsqu'il doit débloquer sa voiture de la neige. Kitty en veut à son mari de l'avoir trompée vingt ans auparavant. Pris de remords, Kelso (accompagné d'un camionneur gay) part retrouver ses amis et s'excuse auprès d'Eric. Alors que Hyde tente sans succès de draguer Donna, Fez fait sa première expérience neigeuse. |                                             |               |                |                      |                     |            |
| 14 (1-14) | La Voiture volée Stolen Car                 |               | David Trainer  | 24 janvier 1999      | sur Jimmy           | 117        |
| Remarquant une rayure sur la Vista Cruiser, Red confisque les clés de l'appareil. Le cousin de Kelso prête au gang une voiture mais celle-ci se révèle volée et les garçons finissent en prison. Jackie avoue à Donna qu'elle attend avec anxiété la libération de Kelso pour faire l'amour avec lui. L'idée de Midge de participer à des cours du soir pour féministes ne séduit pas Bob. |                                             |               |                |                      |                     |            |
| 15 (1-15) | Le catch, c'est bath That Wrestling Show    |               | David Trainer  | 7 février 1999       | sur Jimmy           | 119        |
| Lorsqu'Eric tient pour la première fois tête à son père, Kitty insiste pour que les deux hommes deviennent enfin amis et Red accepte d'emmener le gang à un match de catch au cours duquel Eric apprend qu'il faut parfois savoir transgresser les règles, notamment lorsque l'on tient à obtenir un autographe du vainqueur du match. Après l'avoir fait avec Kelso, Jackie devient entièrement soumise mais Donna lui ouvre les yeux tandis que Kelso s'en vante auprès de ses copains. Pendant ce temps, Midge décide de suivre une thérapie et demande à Laurie et à Kitty de bien vouloir l'accompagner. Bob, surpris par le choix de sa femme, s'ouvre à Hyde et Fez qui n'acceptent de l'écouter qu'en échange de bière. |                                             |               |                |                      |                     |            |
| 16 (1-16) | Une soirée inoubliable The First Date       |               | David Trainer  | 14 février 1999      | sur Jimmy           | 116        |
| Donna oublie qu'elle avait promis à Hyde de l'aider à réviser ses examens à la bibliothèque et préfère passer la soirée de la Saint Valentin en compagnie d'Eric. Furieux, Hyde souhaite profiter de l'occasion en avouant ses sentiments à Donna. En revenant de leurs courses, Jackie et Kelso font l'amour dans une voiture tandis que Red et Kitty, sentant qu'ils n'ont plus rien en commun avec leurs voisins Bob et Midge, les invitent à une soirée raclette. |                                             |               |                |                      |                     |            |
| 17 (1-17) | La Pilule The Pill                          |               | David Trainer  | 21 février 1999      | sur Jimmy           | 118        |
| Jackie, pensant être enceinte, décide de le dire à Eric. Celui-ci transmet malgré lui l'information à Donna et à Kelso. En se rendant à la pharmacie, Bob apprend que Donna se sert de la pilule et Eric se retrouve malgré lui en porte à faux. Laurie de son côté, subtilise chaque matin le courrier afin de dissimuler à ses parents les raisons de son retour à la maison. |                                             |               |                |                      |                     |            |
| 18 (1-18) | La Journée des parents The Career Day       |               | David Trainer  | 28 février 1999      | sur Jimmy           | 111        |
| A l'occasion de la journée des parents, chaque membre du groupe assiste un adulte dans son métier. Hyde, accompagné de Fez, rend visite à sa mère qui travaille dans une cafétéria scolaire. Donna assiste Bob au magasin tandis que le père de Kelso s'évertue à expliquer à son fils en quoi consiste sa profession. Eric seconde Kitty à l'hôpital tandis que Jackie et Red réparent la Vista Cruiser. |                                             |               |                |                      |                     |            |
| 19 (1-19) | Le Bal de fin d'année Prom Night            |               | David Trainer  | 7 mars 1999          | sur Jimmy           | 121        |
| Hyde accepte de chaperonner Jackie au bal de fin d'année parce que Kelso emmène une autre fille. Il finit même par les réconcilier. Eric et Donna doivent décider s'ils veulent le faire ou pas dans une chambre d'hôtel. De son côté, Midge souhaite créer sa propre entreprise mais Bob s'y oppose. Ne sachant qui a raison, le couple se tourne vers Kitty et Red. |                                             |               |                |                      |                     |            |
| 20 (1-20) | Un nouvel espoir A New Hope                 |               | David Trainer  | 14 mars 1999         | sur Jimmy           | 122        |
| La bande se rend au cinéma voir le film Star Wars, épisode IV : Un nouvel espoir, qui plaît tellement à Kelso qu'il décide de le revoir infiniment avec Laurie. Red annonce qu'il va peut-être pouvoir retrouver un vrai travail à l'usine, après que son poste de vendeur au magasin de Bob ait disparu. Le fils de son patron doit se rendre chez les Forman, mais Eric en garde un très mauvais souvenir parce qu'il avait autrefois osé frapper ce garçon souffrant d'asthme et de scoliose. Le fils, désormais devenu un jeune homme très séduisant, tente de séduire Donna et ment sur la vraie raison de sa visite. |                                             |               |                |                      |                     |            |
| 21 (1-21) | Le Château d'eau Water Tower                |               | David Trainer  | 14 juin 1999         | sur Jimmy           | 123        |
| La bande repeint une feuille de cannabis sur le château d'eau de la ville mais Kelso tombe et se casse le bras. Jackie tente de lui faire croire que la faute incombe à Hyde. Eric surprend ses parents en train de faire l'amour et se conduit si étrangement que Kitty et Red le soupçonnent de prendre de la drogue. Laurie vient curieusement à son secours. |                                             |               |                |                      |                     |            |
| 22 (1-22) | La Punkette Punk Chick                      |               | David Trainer  | 21 juin 1999         | sur Jimmy           | 120        |
| Alors qu'il passe la soirée en compagnie de Fez, Hyde rencontre une jeune femme punk dont il tombe amoureux à tel point qu'il décide d'accepter sa proposition et de la suivre à New York. Eric tente de désagrafer le soutien-gorge de Donna tandis que Fez se sent rejeté partout où il va. Dans le cadre d'un cours d'économie domestique, Jackie demande à Kitty de lui apprendre à cuisiner un gâteau, mais elle échoue à chaque tentative. Kelso s'allie à Red pour bricoler la console de jeux électroniques des Forman. |                                             |               |                |                      |                     |            |
| 23 (1-23) | Grand-mère est morte Grandma's Dead         |               | David Trainer  | 12 juillet 1999      | sur Jimmy           | 112        |
| Après une visite de Bernice, l'épouvantable mère de Red, Eric raccompagne sa grand-mère en voiture et lui confie que cela ne la tuerait pas d'être un peu plus gentille envers les autres. Bernice meurt sur le coup et Eric prend peur à l'idée d'avoir tué sa grand-mère. Red ne sait pas comment gérer la venue de Marty, son frère hippie pleurnichard, tandis que le gang part s'enivrer dans un bistrot. |                                             |               |                |                      |                     |            |
| 24 (1-24) | Hyde s'installe Hyde Moves In               |               | David Trainer  | 19 juillet 1999      | sur Jimmy           | 124        |
| Toute la bande part se baigner dans un lac à la suite d'une mauvaise idée de Kelso. Au retour, quelqu'un subtilise leurs vêtements et ils rentrent tous dévêtus. Jackie tombe malade et Kelso n'ose lui rendre visite, craignant d'être horrifié par son apparence. Eric remarque que Hyde survit très difficilement depuis que sa mère s'est enfuie avec un camionneur. Il parvient à convaincre Kitty et Red d'héberger son ami. Pendant ce temps, Bob tombe amoureux d'une des participantes d'un meeting féministe que Midge organise chez elle. |                                             |               |                |                      |                     |            |
| 25 (1-25) | Le Fils préféré The Good Son                |               | David Trainer  | 26 juillet 1999      | sur Jimmy           | 125        |
| Eric se réjouit qu'Hyde vive chez lui et le considère comme son nouveau frère. Toutefois, lorsqu'il s'aperçoit qu'Hyde effectue toutes les corvées ménagères à sa place et reçoit plus d'affection de la part de Kitty et de Red, il regrette aussitôt son choix et tente de retrouver le vrai Hyde. Pendant ce temps, un vieux copain de guerre de Red refait surface, obligeant Red à reconsidérer sa vie, jusqu'à ce qu'il s'aperçoive que son ami fait désormais partie d'un club échangiste. |                                             |               |                |                      |                     |            |